# 214. Division
Die 214. Division sind folgende militärische Einheiten auf Ebene der Division:

## Infanterie-Divisionen
- 214. Infanterie-Division (Deutsches Kaiserreich)
- 214. Infanterie-Division (Wehrmacht)
- 214ª Divisione costiera (Königreich Italien)
- 214. Division (Japanisches Kaiserreich)